# تاوریسانو
تاوریسانو (به ایتالیایی: Taurisano) یک کومونه در ایتالیا است که در استان لچه واقع شده‌است.

## خصوصیات
تاوریسانو ۲۳ کیلومترمربع مساحت و ۱۲٬۶۷۵ نفر جمعیت دارد و ۱۱۰ متر بالاتر از سطح دریا واقع شده‌است.

## خواهرخوانده
شهر فرخنال د لا سیرا خواهرخواندهٔ تاوریسانو هست.